# Scythris corleyi
Scythris corleyi é uma espécie de insetos lepidópteros, mais especificamente de traças, pertencente à família Scythrididae.
A autoridade científica da espécie é Bengtsson, tendo sido descrita no ano de 1997.
Trata-se de uma espécie presente no território português.